# Маннс, Герберт Юлианович
Герберт Юлианович Маннс (латыш. Herberts Manns; 1 ноября 1884 — 22 мая 1938) — советский учёный-юрист, криминалист, специалист в области уголовного права, профессор, заведующий кафедрой уголовного права Саратовского юридического института им. Д. И. Курского.

## Биография
Герберт Юлианович Маннс родился 1 ноября 1884 года в г. Вендене Лифляндской губернии (ныне — г. Цесис, Латвия). В официальных документах имеется пометка о вероисповедании Маннса Г. Ю. — «православный».
- 1912 год — окончил юридический факультет Казанского университета.
- 1913—1914 годы — научная командировка в Берлин, учился на юридическом факультета Берлинского университета.
- 1916 год — избран приват-доцентом юридического факультета.
- 1918 год — экстраординарный профессор юридического факультета Иркутского университета. Читал курсы уголовного права, уголовной политики, истории уголовного права, криминалистики, государственного права и социологии.
- 1922 год — назначен деканом Факультета общественных наук Иркутского университета.
- 1924 год — назначен деканом факультета права и местного хозяйства.
- С 1927 года — профессор Саратовского университета.
- С 1928 года — директор Фундаментальной библиотеки Саратовского университетата.
- 1931 год — назначен заведующим кафедрой уголовного права вновь созданного Саратовского юридического института.
- 1937 год — репрессирован.

22 мая 1938 года — расстрелян.
В 1957 году реабилитирован посмертно.

## Семья
- Жена — Маннс (Резникова) Варвара Петровна (1885 г.р.)
- Дочь — Екатерина Васильева (1905 г.р.)
- Внук — Юрий Сергеевич Васильев (род. 10 апреля 1929 года, Иркутск, РСФСР, СССР) — советский и российский учёный-гидротехник, академик РАН (2000). Ректор (1983—2003), президент (2003—2015) и научный руководитель (с 2015 года) Санкт-Петербургского государственного политехнического университета. Заслуженный деятель науки и техники Российской Федерации (1995).
- Сын — Маннс Эдгар Гербертович (1907 г.р.)

## Память
- Медаль имени Герберта Маннса (учреждена 27 июня 2014) — общественная награда, вручаемая Международной неправительственной некоммерческой организацией «Конгресс криминалистов» за достижения в области криминалистики[3][4].

## Публикации

### Книги, монографии, учебные пособия
- Маннс Г. Ю. Аборт как социальное явление и проблемы его наказуемости. — Харьков: Юрид. изд-во НКЮ УССР, 1927. — 80 с.
- Маннс Г. Ю. Борьба с беспризорностью и преступностью несовершеннолетних и её очередные задачи в Сибирском Крае. — Иркутск: Изд-во Иркутского ун-та, 1927. — 34 с.

### Статьи
- Маннс Г. Ю. Андрей Антонович Пионтковский // Журнал Министерства юстиции. — 1916. — № 5. — С. 194—200.
- Маннс Г. Ю. Меры социальной защиты в уголовном кодексе РСФСР и в итальянском проекте уголовного уложения 1921 г. // Сборник трудов профессоров и преподавателей Государственного Иркутского Университета. Факультет общественных наук. Вып. 6. — 1923. — С. 222—266.
- Маннс Г. Ю. Криминалистика как прикладная дисциплина и предмет преподавания // Сборник трудов профессоров и преподавателей Государственного Иркутского Университета. Отдел I — науки гуманитарные. Вып. 2. — 1921. — С. 139—164.
- Маннс Г. Ю. Отношение Уголовного Кодекса 1926 года к вине и опасному состоянию // Проблемы преступности. Сборник. Вып. 3. — 1928. — С. 35—53.